# Ptyssiglottis picta
Ptyssiglottis picta är en akantusväxtart som beskrevs av Hallier f.. Ptyssiglottis picta ingår i släktet Ptyssiglottis och familjen akantusväxter. Inga underarter finns listade i Catalogue of Life.